# باكلاش (2007)
باكلاش هو عرضُ مصارعة محترفة من نوع الدفع مُقابل المشاهدة. العرضُ من تنظيم وتحت إشراف دبليو دبليو إي وقد نُظِّمَ في التاسع والعشرين من نيسان/أبريل 2007 في منطقة فيليبس أرينا في أتلانتا بجورجيا. يُعتبر هذا العرض هو الحدث السنوي التاسع تحت اسمِ باكلاش ويحظى بدعمٍ من عددٍ من العلامات التجاريّة التي تنشطُ في عالَم المصارعة وهي راو وسماكداون وإي سي دبليو. كانت المباراة الرئيسية المدعومة من قِبل راو في هذا العرض المدفوع عبارةٌ عن مباراةٍ من نوع مباراة الأربعة (بالإنجليزية: four-way match)‏ ضمنَ بطولة دبليو دبليو إي حيثُ شارك فيها حاملُ اللقب جون سينا ضد كلٍ من راندي أورتن وإيدج وشون مايكلز، ونجحَ فيها الأول في الاحتفاظِ بلقبه بعد تثبيتٍ ناجحٍ للمُصارع أورتن، أمَّا المباراة المدعومة من قِبل سماكداون فقد كانت من نوع آخر رجلٍ صامد (بالإنجليزية: Last Man Standing)‏ ضمنَ بطولة العالم للوزن الثقيل وجمعت بين أندرتيكر وباتيستا لكنها انتهت بلا غالبٍ ولا مغلوبٍ بعدما فشل المُصارِعَيْنِ في الوقوف خلال عدّ الحكم إلى عشرة. كانت المباراة الثالثة – في إطار عرض الدفع مقابل المشاهدة – والمدعومة من قِبل إي سي دبليو من نوع مباريات الفُرق (واحد ضدّ ثلاثة) حيث جمعت بين بوبي لاشلي لوحده ضدّ فريق مكماهون المكوَّنِ من أوماجا وفينس مكمان وشين مكمان وانتهت بفوزِ فينس باللقب له ولفريقه بعدما نجحَ في تثبيت لاشلي.

## الإنتاج

### خلفية
باكلاش هو عرضٌ من عروض المصارعة من نوعيّة عروض الدفع مقابل المشاهدة. افتُتح هذا العرض لأول مرةٍ عام 1999 من قِبل دبليو دبليو إي وكان من المُقرر إقامتهُ سنويًا بعد عرض راسلمينيا. كان عرض باكلاش لعام 2007 هو العرض التاسع الذي يُبثَّ من قِبل شركة دبليو دبليو إي قبل أن تنضمَّ لها ثلاث شركات وهو ما زاد من شهرة العرض خاصة بعد راسلمينيا 23 حيث ظهر مصارعون من راو وسماكداون وإي سي دبليو في العرض.

### محاور الحدث
خُطّط في عرض باكلاش للعبِ ثلاث مبارياتٍ من أنواعٍ مختلفة حسب الشركة الداعمة لكل مباراة. كانت البداية معَ راو التي خطَّطت لإقامة مباراةٍ من مباريات الأربع ضمنَ بطولة دبليو دبليو إي حيث جمعت بين أربعِ مصارعين هم جون سينا وإيدج وشون مايكلز ثمّ راندي أورتن. لم يكن اختيارُ المصارعين الأربعة عشوائيًا بل جاء طبقًا لمعايير معيّنة ونسبة للمستوى والأداء الذي ظهرا به الأربعة قُبيل الحدث. البداية كانت معَ شون مايكلز الذي شاركَ في كانون الثاني/يناير من عام 2007 في عرض رويال رامبل وكان قاب قوسين أو أدى من التتويجِ باللقب لكنّه خسره أمامَ أندرتيكر. رغم خسارة لقب الرويال رامبل، عادَ مايكلز في الخامس من شباط/فبراير ليُتوَّج ببطولة دبليو دبليو إي وذلك خلال راسلمينيا 23 حينما هزم أورتن وإيدج في مباراة تهديد ثلاثي (بالإنجليزية: triple threat match)‏. برز خلال تلك الفترة أيضًا جون سينا الذي هزمَ مايكلز في إطار مباراةٍ في راسلمينيا على لقب بطولة دبليو دبليو إي وذلك بعدما أخضعَ سينا نظيره شون لحركة دقّ العنق. عادَ مايكلز في حلقة التاسع من نيسان/أبريل في إطار مباريات راو للمنافسة على بطولة دبليو دبليو إي حيث واجهَ هذه المرة راندي أورتن لكن المباراة بين الاثنين انتهت بلا غالبٍ ولا مغلوبٍ على اعتبار أن كتفي المُصارِعَين كانتا على أرضيّة الحلبة حينما كان يُثبتا بعضهما البعض بعد مباراة شرسة استُتزف فيها الطرفانِ معًا. ادعى إيدج في وقتٍ لاحقٍ من تلك الليلة خلال برنامجه الحواريّ ذا كاتينج إيدج (بالإنجليزية: The Cutting Edge)‏ أن المدير العام لراو السيّد جوناثان كواشمان قد اختارهُ منافسًا أولًا على لقب دبليو دبليو إي، لكنّ المدير العام الفخري مايكل بينا أكَّدَ أن مايكلز وأورتن وإيدج سيواجهون سينا على اللقب في عرضِ باكلاش في مباراةٍ من نوع مباريات الأربع.

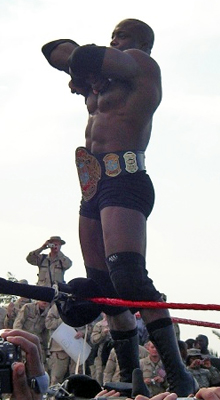
بوبي لاشلي حينما تُوّج لأول مرةٍ بلقب إي سي دبليو

المباراة الرئيسيّة في عرض باكلاش (حلقة سماكداون) كانت بين بين أندرتيكر وباتيستا على بطولة العالم للوزن الثقيل. البداية كانت في رويال رامبل حينما فاز أندرتيكر بلقب البطولة عام 2007 فحصل نتيجة لذلك على بطاقة خوض مباراةٍ على لقبٍ عالمي في راسلمينيا لأيٍّ من بطولات دبليو دبليو إي الرئيسية الثلاث (إي سي دبليو أو بطولة العالم للوزن الثقيل أو دبليو دبليو إي) في حدث راسلمينيا 23. اقتحمَ أندرتيكر في حلقة الخامس من شباط/فبراير في إطار برنامج راو مباريات كلٍ من أبطال العالم الثلاثة بوبي لاشلي وجون سينا وباتيستا من أجل المضايقة قبل أن يختار الأخير لمواجهتهِ رسميًا في ريسلمانيا. نجحَ أندرتيكر في التغلب على باتيستا في حدث راسلمينيا محقّقًا بطولة العالم للوزن الثقيل، ومواصلًا سلسلة انتصاراتهِ في راسلمينيا التي بلغت 15 فوزًا من دون هزيمة. اشتدَّ التنافس بين المصارعين بعد هذه المباراة ليُقرّر المدير العام لسماكداون تيودور لونغ حجز مباراةٍ من نوع آخر رجلٍ واقف بين أندرتيكر وباتيستا في عرض باكلاش.
قررت إي سي دبليو المشاركة في عرضِ باكلاش عبر مباراة فرقٍ غير متكافئة بين بوبي لاشلي الذي يُمثّل فريقًا لوحده وفريق ماكماهون المكوّن من أوماجا وشين مكمان وفينس مكمان الذي كان يُنافس بوبي فعليًا على بطولة إي سي دبليو العالمية. بدأ التنافس بين الاثنينِ في حلقة السادس والعشرين من شباط/فبراير ضمنَ برنامج راو عندما اختار دونالد ترامب المصارع بوبي لاشلي للمنافسة في راسلمينيا 23 ضدّ أوماجا ممثل فينس في مباراةٍ الخاسرُ فيها يقصُّ شعره. نجحَ لاشلي في هزيمة أوماجا خلال عرض راسلمينيا، فحلقَ ترامب ولاشلي فعليًا رأس فينس الذي كان يُمثّله أوماجا في البطولة. تحدى شين مكمان في حلقة التاسع من نيسان/أبريل ضمن برنامج راو المصارع لاشلي في مباراةٍ أخرى من نوع المباريات التي يحلق فيها الخاسر شعره وفي نفس الوقت على لقب بطولة إي سي دبليو. أقصى شين عن عمدٍ نفسه من المباراة لكنه لم يحلق رأسه. هاجمَ بعد المباراة كلٌ من أوماجا وفينس وشين المصارع لاشلي حيث اعتدوا عليه بالضرب والشتم وأمور أخرى، ثمّ أعلنَ فينس أن لاشلي سيتعيَّنُ عليه الدفاع عن بطولة إي سي دبليو ضد فريق مكماهون في مباراة فرقٍ غير متكافئة (واحد ضد ثلاثة) في عرض باكلاش.

## الحدث

### المباريات الافتتاحية
| الدور                         | الاسم                           |
| ----------------------------- | ------------------------------- |
| معلق رياضي (اللغة الإنجليزية) | جيري لولر (راو)                 |
| معلق رياضي (اللغة الإنجليزية) | جيم روس (راو)                   |
| معلق رياضي (اللغة الإنجليزية) | مايكل كول (سماكداون!)           |
| معلق رياضي (اللغة الإنجليزية) | جون برادشو ليفيلد (سماكداون!)   |
| معلق رياضي (اللغة الإنجليزية) | جوي ستايلز (إي سي دبليو)        |
| معلق رياضي (اللغة الإنجليزية) | تاز (إي سي دبليو)               |
| معلق رياضي (اللّغة الإسبانيّة)  | كارلوس كابريرا                  |
| معلق رياضي (اللّغة الإسبانيّة)  | هوغو سافينوفيتش                 |
| مقابلة                        | تود غريشام                      |
| مقابلة                        | ماريا كانليس                    |
| مذيع الحلبة                   | جاستين روبرتس (راو/إي سي دبليو) |
| مذيع الحلبة                   | توني شيمل (سماكدوان!)           |
| الحكم                         | مايك كيودا (راو)                |
| الحكم                         | شاد باتون (راو)                 |
| الحكم                         | جيم كورديراس (سماكداون!)        |
| الحكم                         | ميكي هانسن (سماكدوان!)          |
| الحكم                         | مارتي إلياس (راو)               |
| الحكم                         | جاك دوان (راو)                  |
| الحكم                         | جوزيف جيمس (إي سي دبليو)        |

قبل بثّ الحدث على الهواء مباشرة، بُثَّت المباراة التي جمعت بين كارليتو وجوني نيترو في مباراة مظلمة (بالإنجليزية: Dark Match)‏ والتي انتهت للأول، كما عُرضت المباراة التي جمعت بين هاردي بويز ( مات وحيف) أمام لانس كادي وتريفور على بطولة العالم للفُرق الثنائيّة. سيطر كادي وتريفور على غالبية المباراة، لكن هاردي بويز حسماها لصالحهما حينما نجحَ مات هاردي في تثبيت تريفور بعد حركة تويست أوف فييت والتي أعقبتها قنبلة سوانتون من جيف هاردي. عُرض أيضًا قبل الحدث الرئيسي مباراة جمعت بين ميلينا وميكي جيمس على بطولة النساء. لم تدم هذه المبارة طويلًا حيث حسمتها ميلينا لصالحها بعد حركة دي دي تي مقلوبة وقويّة على ميكي جيمس ومن ثمّ تثبيتها لتحتفظَ الأولى ببطولة السيّدات. كانت هناك مباراةٌ ثالثةٌ وأخيرةٌ قبل البدء في العرض الرئيسي مباشرة وجمعت بين كريس بينوا ومونتيل فونتافيوس بورتر (إم في بي) في بطولة الولايات المتحدة. عانى المصارعينِ طوال المباراة من أجل الفوز إلى أن نجحَ بينوا في النهاية في تثبيت إم في بي ليحتفظ هو الآخر بلقب بطولة الولايات المتحدة.

### مباريات الحدث الرئيسي

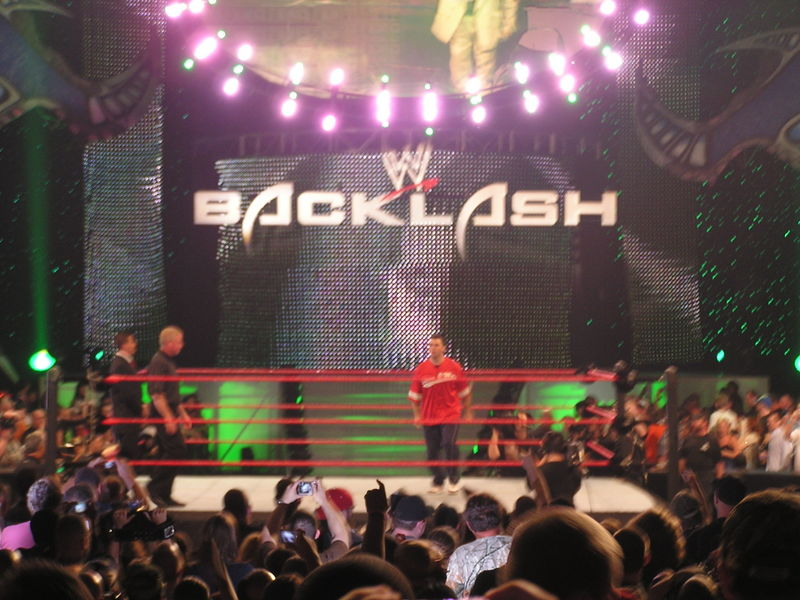
شين مكمان في الحلبة قبل مباراته باكلاش

جمعت بطولة إي سي دبليو في مباراة فرق غير متكافئة بين البطل بوبي لاشلي وفريق مكماهون (أوماجا وفينس وشين). بدأت المباراة بقوّة حيث سُرعان ما دخل كل المصارعين في أجوائها فبدأ مسارها يتحدد شيئًا فشيئًا حينما ضربَ شين لاشلي بحزام بطولة إي سي دبليو قبل أن يُسلِّمَ الدخول لأوماجا الذي وعلى الرغمِ من وزنه الكبير إلّا أنه استطاع تنفيذ أكثر من حركة على لاشلي الذي بدأت قواه تخور. سَلَّمَ أوماجا (عبر ملامسة اليد) الدخول لفينس الذي وجدَ نوعًا من الصعوبة في التعامل مع بوبي الذي كان قريبًا في أكثر من مناسبة من إخضاعه لكنه فشل في ذلك. سلَّمَ فينس من جديد الدخول لأوماجا الذي واصلَ إنهاك بوبي لاشلي قبل أن يدخل فينس لتثبيت لاشلي متوَّجًا هو وفريقه بذلك ببطولة إي سي دبليو العالميّة.
كانت المباراة التالية في إطارِ عرض باكلاش هي المباراة التي جمعت بين أندرتيكر وباتيستا في آخر رجلٍ واقف على بطولة العالم للوزن الثقيل. بدأت المباراة بقتاليّة وشراسة قويّة بين الطرفين ثمّ سيطر أندرتيكر على بعضٍ من أطوارها خاصّة بعد قفزة الساق (بالإنجليزية: Leg Drop)‏ التي نفذها على باتيستا وهو مستلقٍ فوق طاولة. واصل الاثنانِ القتال فيما بينهما إلى اللحظةِ التي سدَّد فيها باتيستا ضربة سبير (أو رُمح حرفيًا) لأندرتيكر فسقطَ الاثنانِ مغشيًا عليهما إلى أن أنهى حكم المباراة العدّ حتى عشرة لتنتهي الجولة بالتعادل، لكن أندرتيكر احتفظَ بلقبه طبقًا للوائح دبليو دبليو إي التي تنصُّ على أنه في حالة التعادل بين شخصينِ أو أكثر في مباراة آخر رجلٍ واقف يبقى اللقب في حوزة حامله قبل المباراة.
جمعت آخر مباراةٍ في حدث باكلاش الرئيسي بين جون سينا وإيدج وراندي أورتن وشون مايكلز في مباراة الأربعة على بطولة دبليو دبليو إي. كانت المباراة هي الأخرى ملتهبة بين المصارعين الأربعة، وازدادت شراسة وقوّة حينما قفز مايكلز من علوٍ مرتفعٍ على باقي المصارعين الثلاثة مسقطهم جميعًا على أرضيّة الحلبة لكنه فشل في عمليات التثبيت. استمرت المباراة وكا إيدج قريبًا هذه المرة من حسمها حينما سدَّدَ ضربة رمح لراندي أورتن قبل أن يفشل في التثبيت، وهو ذات الأمر الذي فشل فيه سينا حينما نفذ حركتهُ القاضيّة على إيدج لكن ذلك لم يكن كافيًا للفوز باللقب حينها، ومع أن جون سينا تعرض لسوبر كيك قويّة من شون مايكلز كادت تُفقده الوعي إلا أنه سقط على أورتن ثم ثبته حتى عدَّ الحكم ثلاثة ففازَ بالمباراة ليحتفظَ باللقب.

## ما بعد الحدث
واصل لانس كادي وتريفور تنافسهما مع هاردي بويز حيث خاض الفريقانِ مباراة عودة خلال حدث يوم القيامة (بالإنجليزية: Judgment Day)‏ على بطولة الفرق ففاز هاردي بويز من جديدٍ بالمباراة ليُحافظ الثنائي على لقبهما. واصلَ كريس بينوا ومونتيل فونتافيوس بورتر أيضًا تنافسهما على بطولة الولايات المتحدة فخاض الثنائيّ مباراة عودة أخرى خلال حدث يوم القيامة لكنّ بورتر هو من فاز بهذا هذه المرة مقتنصًا اللقب من يدِ كريس.
دافعَ أندرتيكر في الحادي عشر من أيّار/مايو ضمن برنامج سماكداون عن بطولة العالم للوزن الثقيل ضد باتيستا في مباراة قفصٍ فولاذي لم تُسفر هي الأخرى عن أيّ نتيجة بعدما انتهت بالتعادل بين الطرفينِ وهو ما ساعدَ أندرتيكر على الاحتفاظِ باللقب. تعرض هذا الأخير لهجومٍ من مارك هنري بعد نهاية تلك المبارة لكنّ هذا لم يُغيّر من واقع الأمر شيئًا، إلى أن برزَ إيدج والذي كان من المقرر أن يهزم مستر كينيدي في حلقة السابع من أيار/مايو للفوز مباراة ماني إن ذا بانك لكنّه استغل فرصته وهزم أندرتيكر سارقًا منه بطولة العالم للوزن الثقيل.
استمر عداء فريق مكماهون مع بوبي لاشلي حيث منحَ السيّد مكمن لاشلي فرصة مباراة العودة في حدث يوم القيامة من نوع مباريات الفرق غير المتكافئة على بطولة إي سي دبليو. فاز لاشلي خلال حدث يوم القيامة بالمباراة، لكنّ فينس ادعى أنَّ لاشلي لم يهزمه شخصيًا بل هزمَ شين بدلاً من ذلك وعليه فشل بوبي لاشلي في التتويج باللقب. استمرَّ التنافس بين الأربعة وإن بشكل أدق بين بوبي وفينس حتى حدث وان نايت ستاند (بالإنجليزية: One Night Stand)‏ حينما تحدَّى لاشلي فينس في مباراة قتالٍ في الشوارع، ففاز عليه فيها ليُتوَّج أخيرًا ببطولة إي سي دبليو ويُنهي التنافس بينهما.

## النتائج
| رقم                                                                                         | النتائج                                                    | الشروط                                                                       | الوقت     |
| ------------------------------------------------------------------------------------------- | ---------------------------------------------------------- | ---------------------------------------------------------------------------- | --------- |
| 1D                                                                                          | كارليتو ضدّ جون موريسون                                     | مباراة فرديّة                                                                 | غير معروف |
| 2                                                                                           | هاردي بويز (جيف هاردي ومات هاردي) (c) ضد بانس كادي وتريفور | مباراة فرق ثنائيّة على بطولة العالم للفرق الثنائية                            | 14:18     |
| 3                                                                                           | ميلينا بيريز (c) ضدّ ميكي جيمس                              | مباراة فردية على بطولة النساء                                                | 09:02     |
| 4                                                                                           | كريس بينوا (c) ضد مونتيل فانتيفيوس بورتر                   | مباراة فردية على بطولة الولايات المتحدة دبليو دبليو إي                       | 13:10     |
| 5                                                                                           | فينس وشين مكمان وأوماجا ضد بوبي لاشلي (c)                  | مباراة فرق غير متكافئة على لقب إي سي دبليو (فاز فينس باللقب بعدما ثبَّتَ لاشلي) | 15:45     |
| 6                                                                                           | أندرتيكر (c) ضد ديف باتيستا (تعادل)                        | آخرُ رجلٍ واقف                                                                 | 20:23     |
| 7                                                                                           | جون سينا (c) ضد راندي أورتن ضد إيدج ضد شون مايكلز          | مباراة أربعة على بطولة دبليو دبليو إي                                        | 19:21     |
| - (c) – تشير إلى البطل (الأبطال) عند بداية المباراة - D – تشير إلى أن المباراة مباراة مظلمة |                                                            |                                                                              |           |